# Catoptria maculalis
Catoptria maculalis là một loài bướm đêm trong họ Crambidae.